# Stenocorus validicornis
Stenocorus validicornis là một loài bọ cánh cứng trong họ Cerambycidae.